# Annino (stanice metra v Moskvě)
Annino (rusky Аннино) je stanice moskevského metra.

## Charakter stanice
Annino je podzemní, hloubená, mělce založená (8 m pod povrchem), jednolodní stanice s ostrovním nástupištěm. Nachází se v jižní části deváté linky metra.
Stanice má dva výstupy, které vycházejí z prostoru nástupiště z jeho konců. Severní podpovrchový vestibul umožňuje výstup k ulici Varšavskoje šosse (s podzemním prostorem je spojen krátkými eskalátory), ten jižní je zavřený.
Annino patří k nejnovějším v síti, otevřena byla 12. prosince 2001 jako součást předposledního prodloužení linky (úsek Ulica Akademika Jangelja - Annino). Slavnostně stanici otevřel prezident Putin, přítomen byl i starosta města Jurij Lužkov, ale také i obyčejní cestující, kteří jeli speciálně vypraveným vlakem typu Jauza spolu s prezidentem.